# يوسف داغر
يوسف أسعد خليل داغر (1899 - 1981) عالم مكتبي، ومؤرخ لبناني محقق، وبحّاثة مدقق، ومترجم بارع ومن كبار الاختصاصيين في علم المكتبات، وعلم الخطوط، وفقه اللغة وعلم التوثيق، وعلم الوثائق والعلوم المساعدة لعلم التاريخ.

## حياته
ولد يوسف داغر، في قرية مجدلون من منطقة الشوف بلبنان يوم 12 يوليو 1898م. تلقى تعليمه في مدرسة القديسة «حنّة» المعروفة بمدرسة «الصلاحية» التي أسسها صلاح الدين الأيوبي في القدس. وبعد عودته من الصلاحية عام 1924 علَّم ست سنوات في بعض المعاهد الخاصة في لبنان، ثم أرسل عام 1929 في بعثة إلى فرنسا للتخصص في علم المكتبات وفن تنظيمها الحديث، وحصل على ماجستير في الأدب والتاريخ من جامعة باريس، ولما عاد إلى بيروت عام 1931 عين أميناً مساعداً لدار الكتب الوطنية اللبنانية.
في عام 1950 انتدب للعمل في الجامعة اللبنانية، وفي عام 1951 دعاه المجلس الثقافي البريطاني لزيارة لندن وبريطانيا، فزار عدد من الجامعات ومكتباتها، واتصل بعدد من المستشرقين الإنكليز.
في عام 1952 دعي للعمل في قسم الشرق الأدنى بمكتبة الكونغرس، فأمضى سبعة أشهر، وحضر مؤتمر جمعية أمناء المكتبات الأمريكية، وجلب معه من هذه الرحلات ثلاثة آلاف كتاب هدية لدار الكتب الوطنية اللبنانية.

## مناصب وعضوية
1. عمل أميناً عاماً لدار الكتب الوطنية اللبنانية.
2. أمين لمكتبة الجامعة اللبنانية.
3. أمين مساعد لمكتبة الجامعة الأمريكية.
4. محرر في قسم الصحافة والأنباء في السفارة الأمريكية في بيروت.
5. أمين لمكتبة المركز الإقليمي لتدريب كبار موظفي التعليم في الدول العربية.
6. خبير اليونسكو في وزارة التربية والتعليم السودانية.
7. موثق وخبير للببليوغرافية في المعهد الألماني للأبحاث الشرقية في بيروت.
8. عضو مؤسس في عدد من جامعات أمناء المكتبات في لبنان وبريطانيا وفرنسا والولايات المتحدة الأمريكية والأردن.
9. عضو في جمعيات: أهل القلم، وأصدقاء الكتاب، ومجلس الشوف في لبنان.

## مؤلفاته
وضع يوسف أسعد داغر أربعين كتاباً من الكتب الموسوعية وغيرها، بين تأليف وترجمة، بالعربية والفرنسية، نشر بعضها ولا يزال بعضها الآخر مخطوطاً، كما نشر أكثر من ثلاثمئة بحث ومقالة في المجلات العربية. منها:
- فهارس المكتبة العربية في الخافقين.
- دليل الأعارب إلى علم الكتب وفن المكاتب.
- الاغتراب والهجرة في لبنان وما جاء عنها في المكتبة العربية.
- قاموس الصحافة العربية.
- وضع فهرساً لتاريخ ابن خلدون في 1200 صفحة موزعة على كشافات فنية دقيقة.
- وضع فهرساً لكتاب مروج الذهب للمسعودي.
- معجم المسرحية العربية والمعربة (الصادرة من 1848 - 1975).
- لعل أهم كتبه: مصادر الدراسة الأدبية، الذي يقع في أربعة أجزاء وخمسة مجلدات.

لا تزال له كتب مخطوطة تنتظر النشر مثل:
- المؤلفون اللبنانيون، باللغات العربية والفرنسية واليونانية واللاتينية.
- تاريخ دار الكتب اللبنانية وحكاية تأسيسها.
- معجم الكتاب والمؤلفين العرب المحدثين الذين كتبوا بأسماء مستعارة (فيه أكثر من 13500 اسم مستعار لمئات من الأدباء العرب المعاصرين).
- قاموس فرنسي - عربي (عمل فيه طوال 40 سنة).[6]

## وصلات خارجية
- يوسف داغر على موقع أرشيف الشارخ.